# Traboch
Traboch osztrák község Stájerország Leobeni járásában. 2017 januárjában 1383 lakosa volt.    

## Elhelyezkedése

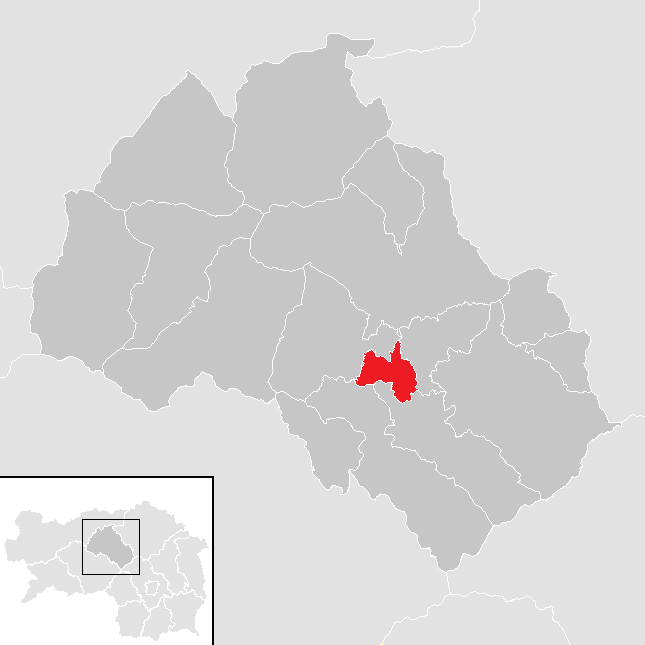
Traboch a Leobeni járásban

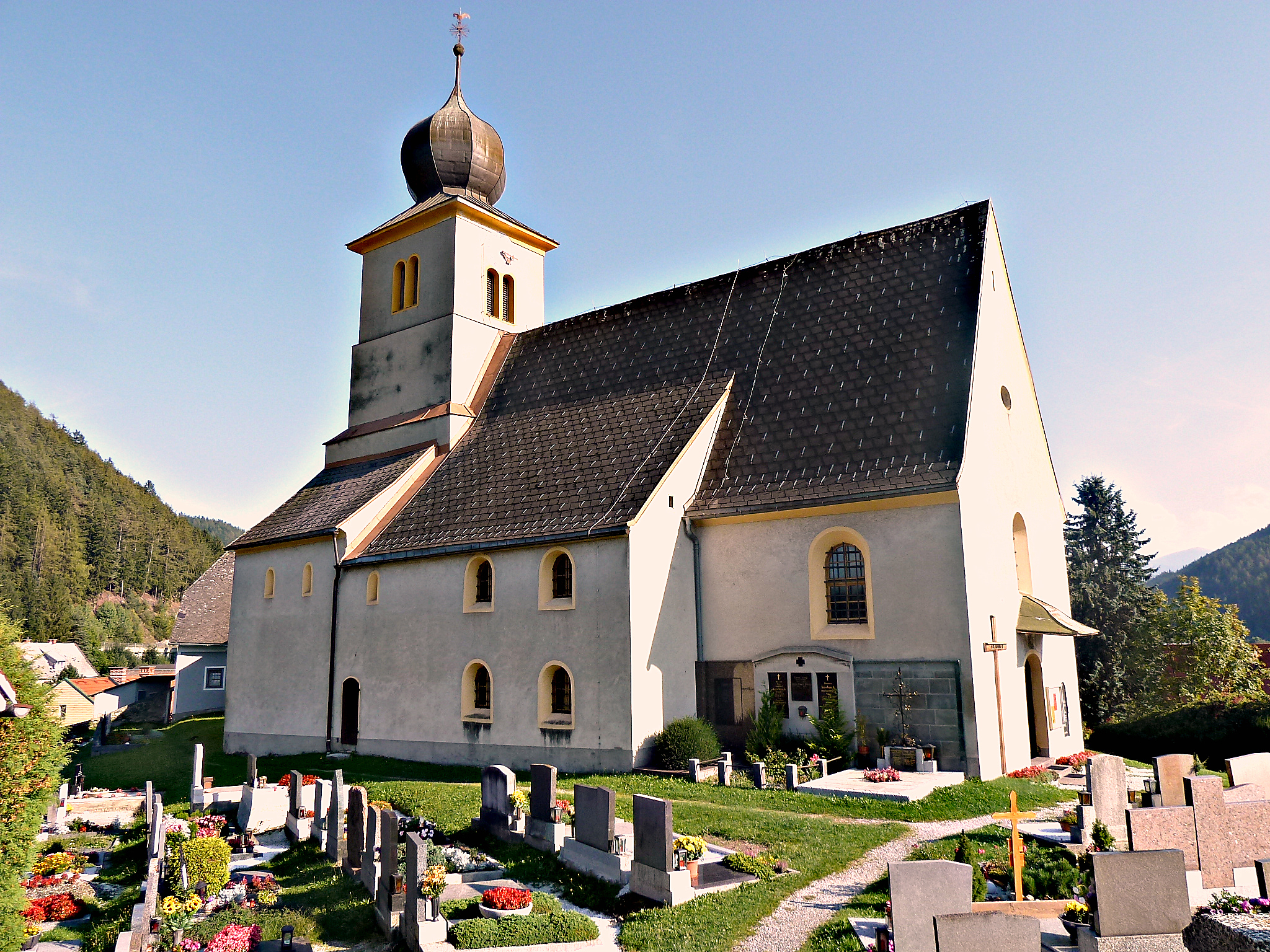
A Szt. Miklós-templom

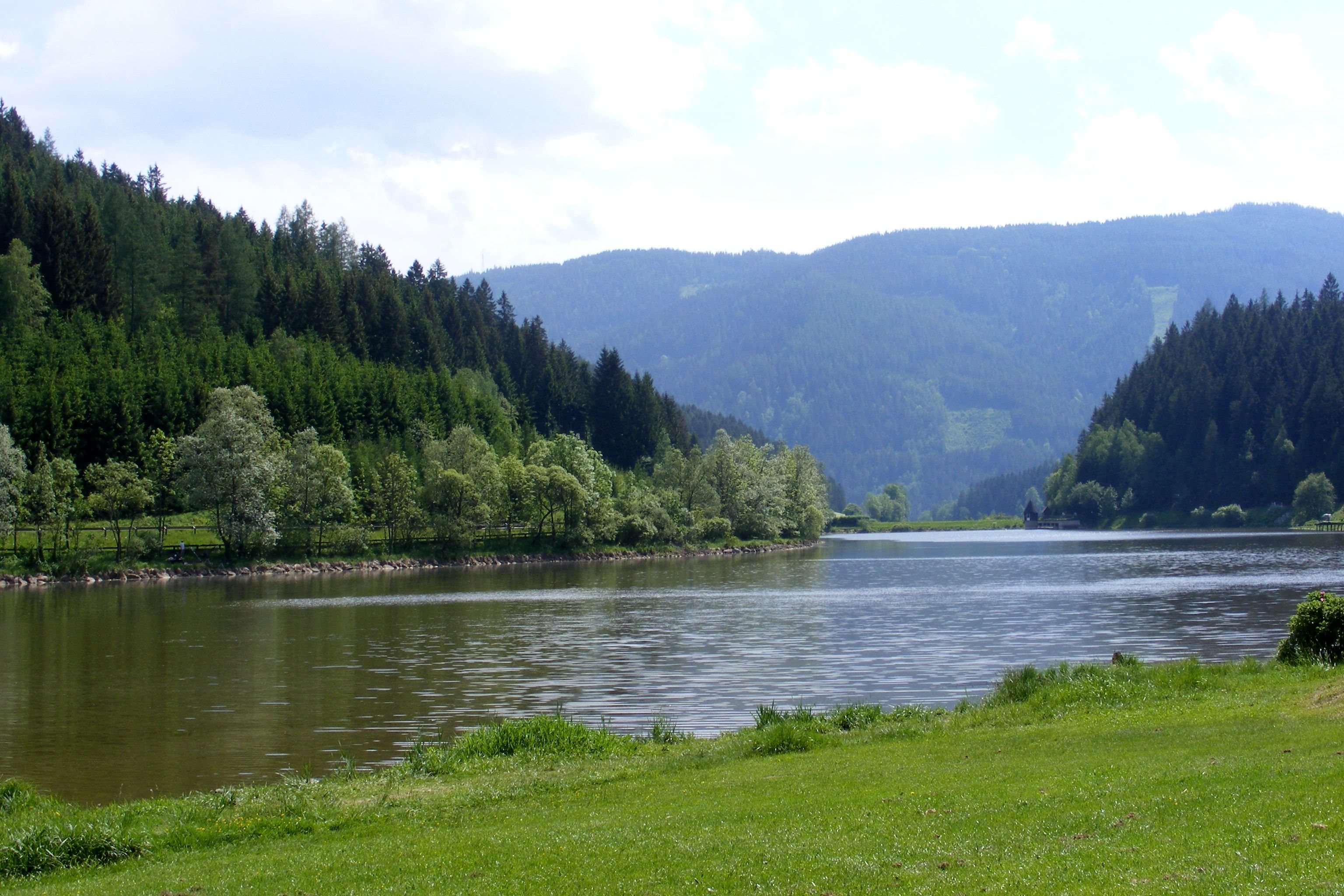
A Trabochi-tó

Traboch Felső-Stájerországban fekszik, a Liesing (a Mura bal mellékfolyója) mentén. Másik fontos folyóvize a Veitscherbach, amely felduzzasztva a Trabochi-tavat alkotja. Az önkormányzat 4 települést egyesít, Stadlhof kivételével valamennyit a saját katasztrális községében: Madstein (137 lakos), Stadlhof (251), Timmersdorf (543) és Traboch (448).
A környező önkormányzatok: északkeletre Sankt Peter-Freienstein, délkeletre Sankt Michael in Obersteiermark, délnyugatra Sankt Stefan ob Leoben, északnyugatra Kammern im Liesingtal.

## Története
A község területe a római időkben is lakott volt, erről tanúskodnak az i.sz. 300 körülre datált faragott kövek.
Nevét "Trevoch" formában először 1150-ben említik. 1160-ban az oklevelekben szerepel egy bizonyos Meizzenstein, Traboch és Dumirsdorf grófja. A templom építését 1282-ben kezdték el, de harangot csak száz évvel később, 1397-ben kapott. Az első iskolát már 1613-ban megalapították. 1675-ben a templomot átépítették és elnyerte mai formáját.
1850-ben megalakult a községi önkormányzat; első polgármesternek a korábbi elöljárót, körzeti bírót és Reichrat-beli képviselőt, Franz Tobliert választják meg. A vasút 1885-ben ért el Trabochba. 1901-ben megalapították a Zuegg-gyárat, a mai timmersdorfi kartonpapírgyár elődjét. 1972-ben megindult az első helyi újság. 1978-ban Trabochban állították fel a vitorlázórepülés világrekordját. 2007-ben és 2009-ben Trobachot ítélték Stájerország leginkább gazdaságbarát településének. 2013-ban összesen 98 vállalkozás működött a községben 748 főt foglalkoztatva.

## Lakosság
A trabochi önkormányzat területén 2017 januárjában 1383 fő élt. A lakosságszám az 1920-as évek óta folyamatosan növekvő tendenciát mutat. 2015-ben a helybeliek 95,9%-a volt osztrák állampolgár; a külföldiek közül 0,9% a régi (2004 előtti), 1,6% az új EU-tagállamokból érkezett. 2001-ben a lakosok 81,4%-a római katolikusnak, 6% evangélikusnak, 10,6% pedig felekezet nélkülinek vallotta magát. Ugyanekkor 5 magyar (0,4%) élt a községben.

## Látnivalók
- a Szt. Miklós-plébániatemplom
- a Trabochi-tó kikapcsolódási és sportolási lehetőségeket nyújt
- a község repülőterét a leobeni Alpesi Sportrepülőklub működteti és főleg vitorlázórepülők használják, akik több rekordot is megdöntöttek a helyszínen.

## Testvértelepülések
- Löwenstein, Németország

## Fordítás
- Ez a szócikk részben vagy egészben  a   Traboch című német Wikipédia-szócikk ezen változatának fordításán alapul.  Az eredeti cikk szerkesztőit annak laptörténete sorolja fel. Ez a jelzés csupán a megfogalmazás eredetét és a szerzői jogokat jelzi, nem szolgál a cikkben szereplő információk forrásmegjelöléseként.